# Berthe d'Avenay
Pour les articles homonymes, voir Berthe.
Berthe d'Avenay, qui vécut au VIIe siècle, est une sainte chrétienne. Elle est fêtée localement le 1er mai en Occident, et le 28 avril en Orient.

## Histoire et tradition
Issue d'une famille noble de Champagne, Berthe épouse le seigneur Gombert ; elle décide avec lui de vivre dans la continence. Gombert, devenu moine, part évangéliser la Frise où il meurt martyr.
Berthe fonde, en 660, une abbaye à Avenay, près de Reims, et lui consacre tous ses biens. Elle dote l'abbaye de tout ce que  Saint Benoît prescrit pour un tel édifice, sauf d'un moulin. Pour l'eau, elle acquiert une source pour le montant d'une livre, ce qui va donner ce nom à la rivière Livre.
Les enfants de son mari, furieux que leur père consacre ses biens aux monastères, l'assassinent.
En 950, les corps de Gombert et de Berthe sont réunis en la chapelle de la Vierge Marie à Avenay, aussi appelée Notre-Dame des Neiges, avant d'être transférés en l'église Saint-Pierre d'Avenay. Les deux saints y sont vénérés comme martyrs.
En 1772, Mme de Boufflers, 43e abbesse d'Avenay (1720-1776), les fit revenir au monastère et fit imprimer un office à Reims pour l'occasion.